# Siège de Soissons (1414)
Guerre civile entre Armagnacs et Bourguignons
Le siège de Soissons se déroule du 10 mai au 26 mai 1414 aux abords de la ville de Soissons dans le nord de la France. Cet événement s'inscrit dans le cadre de la guerre civile entre Armagnacs et Bourguignons un conflit annexe de la guerre de Cent Ans. Lors de ce siège de 16 jours, les assiégeants font partie du clan Armagnacs et les assiégés du parti Bourguignons.

## Contexte

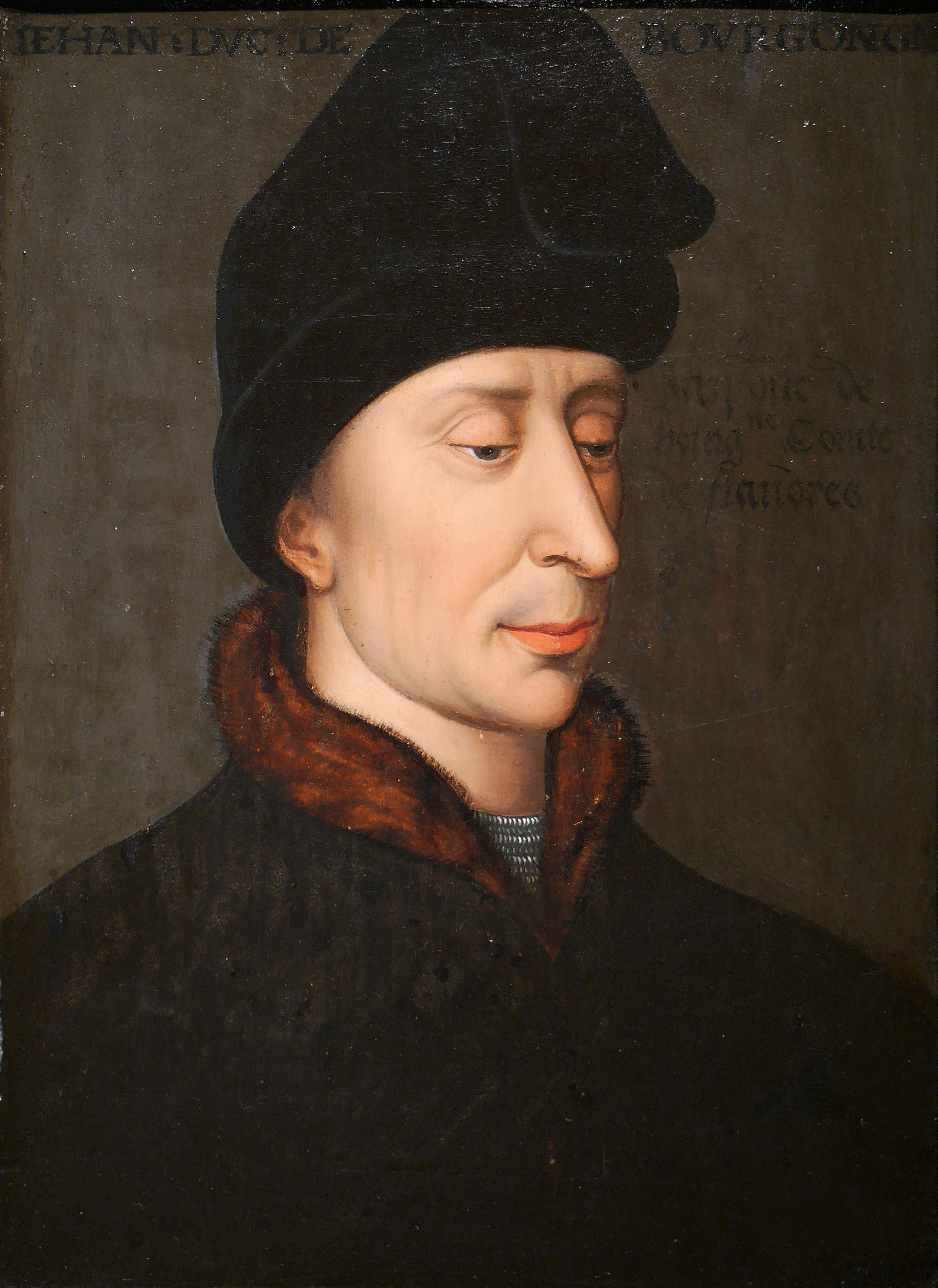
Le duc de Bourgogne Jean sans Peur.

Après avoir échoué à rentrer dans Paris, Jean sans Peur alors Duc de Bourgogne se retire dans son comté d'Artois. Les armées du parti Armagnac ainsi que les troupes de Charles VI se mettent alors à sa poursuite à la tête d'une armée d'environ 2 000 hommes en avril 1414. Compiègne alors aux mains de Bourguignons, est assiégé. Le 6 mai 1414, le capitaine Hugues de Lannoy se rend conscient de l'infériorité numérique de sa garnison. Le 10 mai 1414, l'armée du parti Armagnac et du roi Charles VI arrivent devant Soissons.

## Déroulement du siège

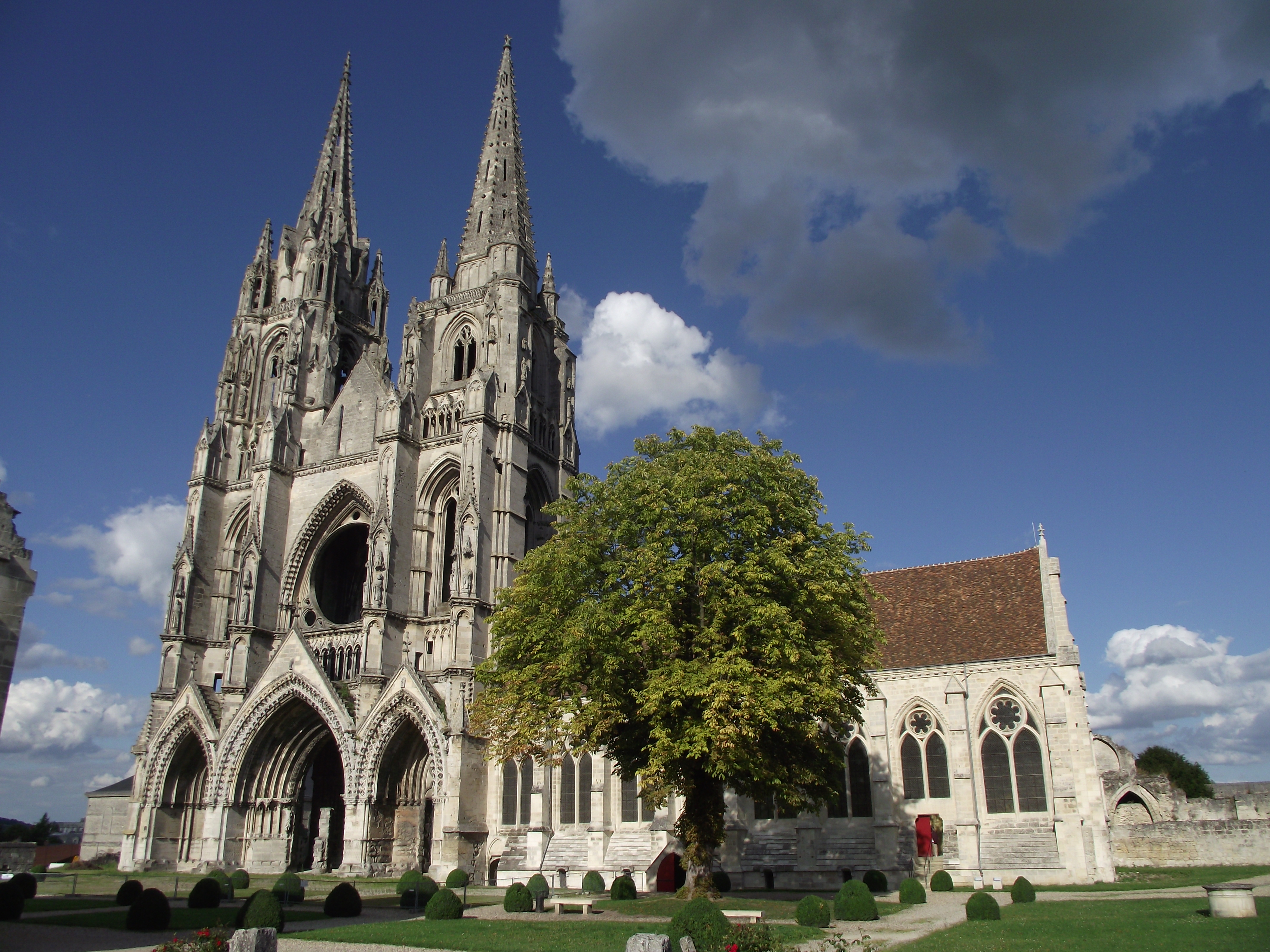
Abbaye Saint-Jean-des-Vignes de Soissons où le roi Charles VI s'est installé lors du siège de Soissons en 1414.

À leur arrivée, les armées du parti Armagnac demandent au capitaine Enguerrand de Bournonville sa reddition, requête à laquelle il répond par une provocation. Le siège commence alors, les différentes troupes Armagnacs investissent les abords de la ville et Charles VI au sud s'installe dans l'abbaye Saint-Jean-des-Vignes. Les ducs de Guyenne et d'Orléans montent un campement au nord de la ville sur la rive gauche de l'Aisne et le duc de Bar, le comte d'Armagnac  ainsi que le seigneur de Commercy positionnent leurs troupes sur la rive droite de l'Aisne au nord de l'abbaye Saint-Médard. Le parti Armagnac étant équipé d'une lourde artillerie qui avait déjà permis la prise de Compiègne, bombardent les murs de la ville dix jours durant permettant à l'assiégeant d'ouvrir une brèche dans les remparts. Cependant, l'assiégé dispose aussi d'une artillerie et ne se retient pas de l'utiliser en guise de riposte, visant directement l'abbaye Saint-Jean-des-Vignes où se trouve le roi ce qui constitue un crime de lèse-majesté. La décision de monter à l'assaut est donc prise, ce sont les seigneurs de Bar, de Commercy et le comte d'Armagnac qui s'y lancent en premier en s'emparant du faubourg Saint-Waast, seule partie de la ville de Soissons se situant sur la rive droite de l'Aisne et donc isolée du reste de l'ensemble de fortifications. Le capitaine Enguerrand de Bournonville se retrouvant alors prit entre les trois armées décide d'envoyer vers l'Artois des messagers au duc Jean sans Peur afin qu'il lui envoi des renforts, en vain car tous les agents sont aussitôt capturés et exécutés. Afin de gagner du temps, le capitaine de Bournonville organise des Escarmouche afin de gêner le déploiement des forces adverses, c'est lors de ces interventions que le bâtard Hector de Bourbon recevra un carreau d'arbalète qui le tuera sur le coup, une perte terrible pour le duc Jean II de Bourbon qui était fortement attaché à l'homme. Étant dans une situation des plus compliquées, coincé entre trois unités ennemies et sans renforts, le capitaine de Bournonville prévoit d'abandonner la ville durant la nuit du 20 au 21 mai. Cependant, son plan est mis à mal par Simon de Craon, le chevalier chargé d'ouvrir la porte à la garnison bourguignonne et ayant conclu un accord avec le parti adverse afin d'obtenir son pardon s'il leur livrait Bournonville. Il décide de ne pas ouvrir la porte et de sonner l'alerte. Le parti Armagnacs décide au petit matin de donner l'assaut en cinq points simultanées, c'est à cette occasion que le Comte de Richemont est adoubé chevalier. Pressé de venger la mort tragique de son frère d'arme, le Jean Ier de Bourbon se précipite de monter à l'échelle et est assommé une fois arrivé en haut, on raconte d'ailleurs qu'il fut tellement sonné par le coup qu'il « n'aurait pas distinguer un homme d'une femme ». Deux heures après le début de l'assaut, une porte d'entrée est ouverte comme convenu aux assaillants et les Comtes d'Armagnac et duc de Bar entrent dans la ville et hissent les couleurs du parti Armagnacs sur la plus haute tour de Soissons.

## Mise à sac de la ville de Soissons
S'ensuit une longue série de pillages et de viols au sein de la ville, tout homme portant les armes est exécuté. Ce sac de la ville de Soissons continue deux jours durant et en tout ce sont 1200 tués ou capturés que l'on recense autant soldats Bourguignons que civils Soissonnais. Le capitaine Enguerrand de Bournonville est décapité le 26 mai 1414 et son corps est pendu par les aisselles au gibet de la ville. Jean Ier de Bourbon retrouve l’arbalétrier auteur du coup fatal qui tua son frère d'arme et ordonne qu'on le pende par les testicules.

## Conséquences
Après la mort d'un de ses meilleurs capitaines, Jean sans Peur offre à Enguerrand de Bournonville des obsèques et une sépulture digne de son statut et donne à sa maitresse Ydette de Lours un logis parisien pour elle et ses deux enfants. Le parti Armagnacs lui, continue son avancée vers l'Artois mais est arrêté à Arras où est signé une trêve le 4 septembre 1414 permettant un arrêt momentané dans la guerre civile entre Armagnacs et Bourguignons. Un an après, le 25 octobre 1415, la fine fleur de la chevalerie française sera anéantie par l'armée anglaise à Azincourt.

## Sources
1. ↑  George Minois, La Guerre de Cent ans, tempus

- Georges Minois, La guerre de cent ans, éditions tempus
- Archives départementales de l'Aisne
- Christophe Furon, « Et libido precipitare consuevit » : viols de guerre à Soissons en 1414
- Bertrand Schnerb, Enguerrand de Bournonville et les siens: un lignage noble du Boulonnais aux XIVe et XVe siècles